# Сокольчик, Иван Максимович
Иван Максимович Сокольчик (бел. Іван Максімавіч Сакольчык; 26 августа 1928, Минский округ — 14 июля 2019, Минск) — советский строитель, бригадир электромонтёров 2-го Минского монтажного управления треста «Белэлектромонтаж» Министерства монтажных и специальных строительных работ СССР, Герой Социалистического Труда (1966).

## Биография
Родился 26 августа 1928 года в крестьянской семье в деревне Рыбаковщина Узденского района Минской области.
Во время Великой Отечественной войны воевал связным, телефонистом отделения связи при штабе партизанской бригады «Буревестник», которой командовал Михаил Мормулев. 16 июля 1944 года участвовал в параде партизан в освобождённом Минске. После остался в Минске, где восстанавливал разрушенный город. Трудился в авиационных мастерских. Окончил школу ФЗО № 26, получив специальность электромонтёра 4-го разряда. С 1945 года — монтажник 2-го Минского монтажного управления треста «Белэлектромонтаж». Позднее был назначен бригадиром электромонтёров. Возглавлял бригаду более сорока лет.
Бригада Ивана Сокольчика трудилась на строительстве различных промышленных, социальных и жилых объектах (цирк, минский Дом офицеров, комплекс Белорусского телевидения, жилой комплекс по Раковскому шоссе), калийных комбинатов, Городейского и Слуцкого сахарных заводов, Брестской, Слонимской и Молодечненской электростанций и Минского метро. Внедрял рационализаторские предложения. В бригаде впервые в Белоруссии был внедрён новый метод опрессовки наконечников проводов и кабелей и строительно-монтажный пистолет для крепления деталей электропроводки, что привело к увеличению производительности труда.
Бригада Ивана Сокольчика досрочно выполнила производственные задания семилетки (1959—1965) социалистические обязательства. Указом Президиума Верховного Совета СССР от 26 июля 1966 года удостоен звания Героя Социалистического Труда с вручением ордена Ленина и золотой медали «Серп и Молот».
Был Депутатом 10-ти созывов районного и городского Советов депутатов трудящихся города Минска.
Иван Максимович был одним из первых, кто вступил в батальон белорусских орлят и почти всегда по мере сил и здоровья старался принимать участие в патриотическом воспитании молодого поколения.
Скончался 14 июля 2019 года. С воинскими почестями похоронен на Восточном кладбище города Минска.

## Награды
Награждён орденом Ленина и медалью Золотая Звезда «Серп и Молот» Героя Социалистического Труда, орденами Октябрьской революции и Отечественной войны II степени, медалями: «Партизану Отечественной войны» l и ll степеней, «За победу над Германией», «Ветеран труда» и многими другими.

## Память
- Имя И. М. Сокольчика присвоено пионерской дружине ГУО «Средняя школа № 27 г. Минска».